# Günter Balders
Günter Balders (* 4. September 1942 in Meppen) ist ein baptistischer Pastor und emeritierter Professor für Kirchengeschichte (Fachhochschule Theologisches Seminar Elstal). Er ist Verfasser zahlreicher Bücher und Aufsätze zu den Themenfeldern Baptistische Kirchengeschichte, Pietismus und Hymnologie.

## Anfänge
Günter Balders entstammt einer emsländischen Baptistenfamilie. Seine Jugendjahre verbrachte er in Lüneburg. Nach dem Abitur studierte er ab 1960 Evangelische Theologie an den Universitäten Hamburg und Göttingen. Daran schloss sich 1968 ein Kandidatenjahr am Theologischen Seminar des Bundes Evangelisch-Freikirchlicher Gemeinden an. Bereits während des Kandidatenjahres wirkte Balders als Lehrassistent und Sachbearbeiter im Bereich des Evangelisch-Freikirchlichen Oncken-Archivs.
Von 1970 bis 1973 absolvierte er sein Vikariat in der Evangelisch-Freikirchlichen Gemeinde Berlin-Schöneberg und war hier vor allem für die pastorale Betreuung der Zweiggemeinde Berlin-Kreuzberg zuständig. 1973 erfolgte die Anerkennung als Pastor des Bundes Evangelisch-Freikirchlicher Gemeinden.

## Lehrer für Kirchengeschichte und Lektoratsleiter
Zum Wintersemester 1973 wurde Balders mit einer Dozentur für Kirchengeschichte am Theologischen Seminar in Hamburg betraut. 1979 wechselte er in den Oncken-Verlag nach Gruiten, wo er für 10 Jahre das Verlagslektorat verantwortlich leitete. 1989 wurde Balders durch die Leitung des Bundes Evangelisch-Freikirchlicher Gemeinden erneut zum Dozenten für Kirchengeschichte am Theologischen Seminar Hamburg bestellt. Dieses Amt übte er auch nach dem Umzug des Seminars nach Elstal bei Berlin aus. Im Zuge der Anerkennung des Theologischen Seminars als Fachhochschule wurde Günter Balders 2003 zum Professor für Kirchengeschichte ernannt. Am Ende des Sommersemesters 2007 wurde er wegen Erreichens der Altersgrenze emeritiert und ist seit diesem Zeitpunkt als Gastdozent an der Fachhochschule tätig. Sein Nachfolger auf dem Lehrstuhl wurde Martin Rothkegel. Balders leitet noch zwei kirchengeschichtliche Forschungsprojekte; eines beschäftigt sich mit den Glaubensbekenntnissen der Baptisten, das andere mit dem Baptismus als kontroverstheologisches Thema im 19. Jahrhundert.

## Hymnologe
Ein besonderes Arbeitsgebiet Günter Balders’ ist das Kirchenlied. Er wirkte in verschiedenen freikirchlichen Gesangbuchkommissionen mit. Daneben betätigte er sich auch als Kirchenliederdichter, -bearbeiter und -übersetzer. Das freikirchliche Gesangbuch Feiern und Loben enthält 34 Lieder, die seine Handschrift tragen. Der Christliche Sängerbund nennt 175 Lieder, die von Balders geschaffen wurden. Auch im Gesangbuch der Evangelisch-methodistischen Kirche ist er mit Arbeiten vertreten. Innerhalb der hymnologischen Forschung ist Günter Balders engagiert, wovon zahlreiche Veröffentlichungen zeugen.
Die von ihm 1998 und Christoph Bächtold 2001/2004 verfasste fünfstrophige deutsche Nachdichtung von For All the Saints – „Für alle Heilgen in der Herrlichkeit“ wurde 2013 in das katholische Gesangbuch Gotteslob aufgenommen (Nr. 548).

## Weitere Arbeitsfelder
Neben seiner Lehrtätigkeit am Theologischen Seminar arbeitet Günter Balders in vielen Einrichtungen, Verbänden und Arbeitsgemeinschaften mit. Dazu gehören u. a.:
- das Oncken-Archiv in Wustermark-Elstal
- der Verein für Freikirchenforschung mit Sitz in Münster; hier ist er im Vereinsbeirat tätig;
- die Paul-Gerhardt-Gesellschaft mit Sitz in Berlin; hier ist er Mitglied des Vorstandes;
- der freikirchliche Christliche Sängerbund; hier leitet er die Verlagsarbeit;
- die sogenannte Pietismuskommission (eigentlich: Historische Kommission zur Erforschung des Pietismus) mit Sitz in Hannover; hier ist er im Publikationsausschuss tätig.

## Werke (Auswahl)
Die folgende Zusammenstellung stellt lediglich eine Auswahl der Veröffentlichungen Günter Balders’ dar.

### Kirchengeschichte
- Theurer Bruder Oncken. Das Leben Johann Gerhard Onckens in Bildern und Dokumenten. Wuppertal und Kassel 1. Aufl. 1978, 2. Aufl. 1984 (184 S.; m. Abb.).
- Eduard Scheve: Dem Herrn vertrauen. Blüten und Früchte eines Lebens für Gemeinde, Mission und Diakonie. Zusammengetragen von Günter Balders, Wuppertal und Kassel 1979.
- Festschrift Hundert Jahre Theologisches Seminar des Bundes Evangelisch-Freikirchlicher Gemeinden 1880–1980. In Verbindung mit dem Dozentenkollegium, hg. von Günter Balders, Wuppertal und Kassel 1980.
- Ein Herr, ein Glaube, eine Taufe. 150 Jahre Baptistengemeinden in Deutschland. 1834–1984. Festschrift. Im Auftrag des Bundes Evangelisch-Freikirchlicher Gemeinden in Deutschland unter Mitarbeit von Manfred Bärenfänger, Edwin Brandt, Rolf Dammann, Frank Fornacon, Siegfried Kerstan, Axel Steen, Joachim Zeiger – mit einem Geleitwort von Günter Hitzemann – herausgegeben von Günter Balders, Wuppertal und Kassel 1. Aufl. 1984; 2. Aufl. 1985; 3., verbesserte und mit Literaturnachträgen versehene Auflage 1989.
- Erlebt in der DDR. Berichte aus dem Bund Evangelisch-Freikirchlicher Gemeinden. Herausgegeben von Ulrich Materne und Günter Balders in Zusammenarbeit mit Reinhard Assmann, Bernhard Kühl und Manfred Sult. Wuppertal und Kassel 1995.
- Evangelisches Gemeindelexikon. Wuppertal 1. Aufl. 1978, 2. Aufl. 1986 (darin enthalten 22 Artikel von Günter Balders).
- Eine „Theologie des Führerprinzips“? Deutsche Baptisten auf der Suche nach einem Weg im Dritten Reich. In: Theologisches Gespräch. Freikirchliche Beiträge zur Theologie 1979, Heft 1–2, S. 29–40.
- „Heilige Gefolgschaft“. Über das „Führerprinzip“ im Bund der Baptistengemeinden am Anfang des Dritten Reiches. In: Theologisches Gespräch. Freikirchliche Beiträge zur Theologie 1979, Heft 3–4, S. 5–15.

### Hymnologie
- Freikirchliches Gesangbuch Feiern & Loben – Die Gemeindelieder. Holzgerlingen, Kassel und Witten 2003 (darin auch 34 Texte, Übersetzungen oder Bearbeitungen).
- Freikirchliches Gesangbuch Gemeindelieder, Wuppertal und Kassel, Witten 1978 (darin auch 5 Texte, Übersetzungen und Bearbeitungen).
- Unser Kinderliederbuch. Zusammengestellt und bearbeitet von Günter Balders, Marita Imhof, Hinrich Schmidt, Wilfried Siemens, Ulrike Szepan, 1. Auflage, Wuppertal und Kassel 1986.
- Schaut den Stern. Weihnachtschorbuch. Unter Mitarbeit von Günter Balders, Claus-Erhard Heinrich und Henning Worreschk herausgegeben von Horst Krüger. Wuppertal 2000 (darin 29 Liedtexte oder -übersetzungen von Günter Balders).
- Lieder des Pietismus aus dem 17. und 18. Jahrhundert. Hrsg. von Christian Brunner unter Mitarbeit von Günter Balders, Leipzig 2003.
- Artikel: Kirchenlied IV: Freikirchen. In: „Musik in Geschichte und Gegenwart“. Sachteil Bd. 5, Kassel u. a. 1996.
- Freikirchliche Hymnologie – eine unerledigte Aufgabe. In: Zeitschrift „Theologisches Gespräch – Freikirchliche Beiträge zur Theologie“. Kassel 1990, Heft 2, 4–24 (Sonderdruck).
- Gesangbücher (Liederbücher) von Freikirchen und Gemeinschaften (in Deutschland). Vorläufige Übersicht, Glinde 1995.